# 無鱗擬項鰭鮋
無鱗擬項鰭鮋，為輻鰭魚綱鮋形目鮋亞目真裸皮鮋科的其中一種，為亞熱帶海水魚，分布於西印度洋海域，本魚身體淡褐色，具有深褐色不規則斑點，有一身褐色橫帶通過眼睛，背鰭灰白色，在背鰭下方中央具有大片深褐色斑塊，背鰭硬棘12枚，背鰭軟條7枚，臀鰭硬棘3枚，臀鰭軟條5-6枚，體長可達7.5公分，棲息在沿岸沙底質底層水域，生活習性不明，具有毒性。